# Heterobostrychus
Heterobostrychus es un género de escarabajos.

## Especies
- Heterobostrychus aequalis
- Heterobostrychus ambigenus
- Heterobostrychus brunneus
- Heterobostrychus hamatipennis
- Heterobostrychus pileatus
- Heterobostrychus unicornis